# Tuffi ai campionati mondiali di nuoto 2011 - Piattaforma 10 metri femminile
La competizione di tuffi dalla piattaforma 10 metri femminile dei campionati mondiali di nuoto 2011 si è disputata nei giorni 20 e 21 luglio 2011 allo Shanghai Oriental Sports Center di Shanghai, in Cina. La gara si è svolta in tre fasi: il 20 luglio 2011 si è disputato il turno eliminatorio, la mattina, cui hanno partecipato 33 atlete. Le migliori 18 hanno avuto accesso alla semifinale, tenutasi nel pomeriggio dello stesso giorno. Le migliori dodici hanno gareggiato per le medaglie nella finale tenutasi il giorno seguente.

## Medaglie
| Posizione | Atleta         | Paese   |
| --------- | -------------- | ------- |
| Oro       | Chen Ruolin    | Cina    |
| Argento   | Hu Yadan       | Cina    |
| Bronzo    | Paola Espinosa | Messico |

## Risultati
In verde sono indicate le atlete ammesse alla finale. In giallo sono indicate le atlete eliminate nel corso della semifinale.
| Pos. | Atleta                     | Nazionalità    | Preliminare        | Preliminare        | Semifinale         | Semifinale         | Finale             | Finale             |
| Pos. | Atleta                     | Nazionalità    | Punti              | Pos.               | Punti              | Pos.               | Punti              | Pos.               |
| ---- | -------------------------- | -------------- | ------------------ | ------------------ | ------------------ | ------------------ | ------------------ | ------------------ |
| 1    | Chen Ruolin                | Cina           | 370.30             | 2                  | 385.95             | 2                  | 405.30             |                    |
| 2    | Hu Yadan                   | Cina           | 382.25             | 1                  | 403.65             | 1                  | 394.00             |                    |
| 3    | Paola Espinosa             | Messico        | 328.35             | 5                  | 366.65             | 3                  | 377.15             |                    |
| 4    | Meaghan Benfeito           | Canada         | 336.90             | 3                  | 327.70             | 7                  | 375.50             | 4                  |
| 5    | Pandelela Rinong           | Malaysia       | 330.70             | 4                  | 348.70             | 4                  | 355.85             | 5                  |
| 6    | Julija Prokopčuk           | Ucraina        | 321.35             | 7                  | 316.95             | 10                 | 340.15             | 6                  |
| 7    | Alex Croak                 | Australia      | 320.50             | 8                  | 330.35             | 6                  | 337.75             | 7                  |
| 8    | Roseline Filion            | Canada         | 324.20             | 6                  | 326.15             | 8                  | 333.00             | 8                  |
| 9    | Tonia Couch                | Gran Bretagna  | 317.10             | 9                  | 313.35             | 11                 | 315.05             | 9                  |
| 10   | Brittany Viola             | Stati Uniti    | 279.15             | 14                 | 305.70             | 12                 | 308.05             | 10                 |
| 11   | Yulia Koltunova            | Russia         | 287.20             | 13                 | 317.80             | 9                  | 293.90             | 11                 |
| 12   | Nora Subschinski           | Germania       | 289.50             | 12                 | 331.70             | 5                  | 286.30             | 12                 |
| 13   | Kim Jin-Ok                 | Corea del Nord | 268.15             | 18                 | 304.35             | 13                 |                    |                    |
| 14   | Traisy Vivien              | Malaysia       | 274.85             | 16                 | 294.35             | 14                 |                    |                    |
| 15   | Jessica Parratto           | Stati Uniti    | 273.35             | 17                 | 294.25             | 15                 |                    |                    |
| 16   | Alejandra Orosco           | Messico        | 304.35             | 10                 | 284.35             | 16                 |                    |                    |
| 17   | Brittany Broben            | Australia      | 276.55             | 15                 | 263.95             | 17                 |                    |                    |
| 18   | Mai Nakagawa               | Giappone       | 304.00             | 11                 | 257.25             | 18                 |                    |                    |
| 19   | Maria Kurjo                | Germania       | 267.60             | 19                 |                    |                    |                    |                    |
| 20   | Maria Florencia Betancourt | Venezuela      | 267.50             | 20                 |                    |                    |                    |                    |
| 21   | Mara Aiacoboae             | Romania        | 265.10             | 21                 |                    |                    |                    |                    |
| 22   | Carolina Murillo           | Colombia       | 262.05             | 22                 |                    |                    |                    |                    |
| 23   | Fuka Tatsumi               | Giappone       | 261.95             | 23                 |                    |                    |                    |                    |
| 24   | Jennifer Cowen             | Gran Bretagna  | 254.70             | 24                 |                    |                    |                    |                    |
| 25   | Natalia Goncharova         | Russia         | 254.10             | 25                 |                    |                    |                    |                    |
| 26   | Noemi Batki                | Italia         | 251.35             | 26                 |                    |                    |                    |                    |
| 27   | Choe Kum-Hui               | Corea del Nord | 243.20             | 27                 |                    |                    |                    |                    |
| 28   | Sahily Martinez            | Cuba           | 242.05             | 28                 |                    |                    |                    |                    |
| 29   | Villo Kormos               | Ungheria       | 233.75             | 29                 |                    |                    |                    |                    |
| 30   | Lisette Ramirez            | Venezuela      | 217.55             | 30                 |                    |                    |                    |                    |
| 31   | Corina Popovici            | Romania        | 207.95             | 31                 |                    |                    |                    |                    |
| 32   | Julia Loennegren           | Svezia         | 200.65             | 32                 |                    |                    |                    |                    |
| 33   | Audrey Labeau              | Francia        | 98.50              | 33                 |                    |                    |                    |                    |
| –    | Annia Rivera               | Cuba           | non ha partecipato | non ha partecipato | non ha partecipato | non ha partecipato | non ha partecipato | non ha partecipato |